# العلاقات السريلانكية الكورية الشمالية
العلاقات السريلانكية الكورية الشمالية هي العلاقات الثنائية التي تجمع بين سريلانكا وكوريا الشمالية.

## مقارنة بين البلدين
هذه مقارنة عامة ومرجعية للدولتين:
| وجه المقارنة                                              | سريلانكا                         | كوريا الشمالية                        |
| --------------------------------------------------------- | -------------------------------- | ------------------------------------- |
| المساحة (كم2)                                             | 65.61 ألف                        | 120.54 ألف                            |
| عدد السكان (نسمة)                                         | 21.44 مليون                      | 25.49 مليون                           |
| الكثافة السكانية (ن./كم²)                                 | 326.78                           | 211.47                                |
| العاصمة                                                   | سري جاياواردنابورا كوتي، كولمبو  | بيونغيانغ                             |
| اللغة الرسمية                                             | اللغة السنهالية، اللغة التاميلية | لغة كوريا الشمالية القياسية ‏          |
| العملة                                                    | روبية سريلانكي                   | وون كوري شمالي                        |
| الناتج المحلي الإجمالي (بليون دولار)                      | 87.17 مليار                      |                                       |
| الناتج المحلي الإجمالي (تعادل القوة الشرائية) بليون دولار | 246.62 مليار                     |                                       |
| الناتج المحلي الإجمالي الاسمي للفرد دولار أمريكي          | 3.93 ألف                         |                                       |
| الناتج المحلي الإجمالي للفرد دولار أمريكي                 | 11.11 ألف                        |                                       |
| مؤشر التنمية البشرية                                      | 0.757                            |                                       |
| رمز المكالمات الدولي                                      | +94                              | +850                                  |
| رمز الإنترنت                                              | .lk،                             | .kp                                   |
| المنطقة الزمنية                                           | ت ع م+05:30                      | ت ع م+08:30، ت ع م+08:30، ت ع م+09:00 |

## منظمات دولية مشتركة
يشترك البلدان في عضوية مجموعة من المنظمات الدولية، منها:
| علم المنظمة | اسم المنظمة                   | تاريخ انضمام سريلانكا | تاريخ انضمام كوريا الشمالية |
| ----------- | ----------------------------- | --------------------- | --------------------------- |
|             | الاتحاد الدولي للاتصالات      | 1897                  | ?                           |
|             | يونسكو                        | 14 نوفمبر 1949        | 18 أكتوبر 1974              |
|             | الأمم المتحدة                 | 14 ديسمبر 1955        | 17 سبتمبر 1991              |
|             | الاتحاد البريدي العالمي       | ?                     | ?                           |
|             | منتدى آسيان الإقليمي ‏         | ?                     | ?                           |
|             | المنظمة الهيدروغرافية الدولية | ?                     | ?                           |

## وصلات خارجية
- موقع وزارة الخارجية السريلانكية
- موقع وزارة الخارجية الكورية الشمالية